# Aquariofília

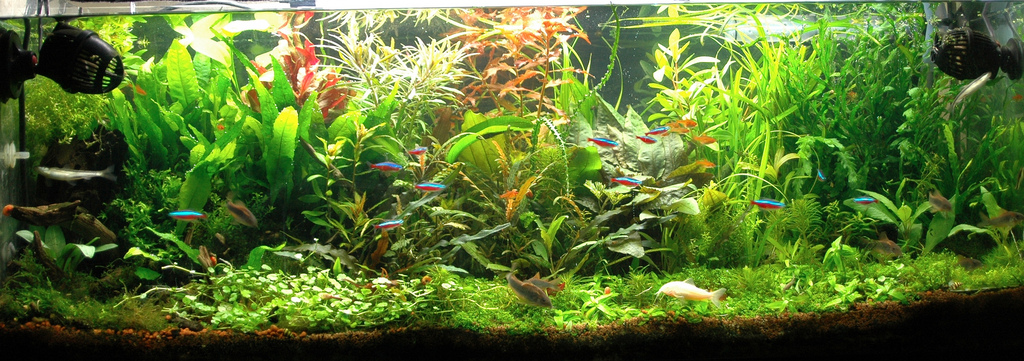
Aquari d'aigua dolça

L'aquariofília moderna és l'afició a la cria de peixos i altres organismes aquàtics en un  aquari, sota condicions controlades. Ha evolucionat tremendament al llarg dels segles, des del manteniment de  carpes daurades amb fins ornamentals en recipients i estanys, des de fa 2000 anys.
Existeixen referències en l'antiga Xina sobre la cria de peixos daurats en dipòsits ceràmics, a temperatura ambient. El nivell de l'aquariofília era totalment bàsic, sense sistemes de suport de vida per als peixos, que requerien espècies resistents i constants canvis d'aigua. Aquest sistema arcaic es va perpetuar fins als nostres dies a través de les peixeres, i es va superar amb el desenvolupament dels aquaris moderns.
Actualment l'Aquariofília és una afició que pot arribar a alts nivells de coneixement i sofisticació, que traspassen la frontera d'afició per esdevenir una veritable ciència.

## Història

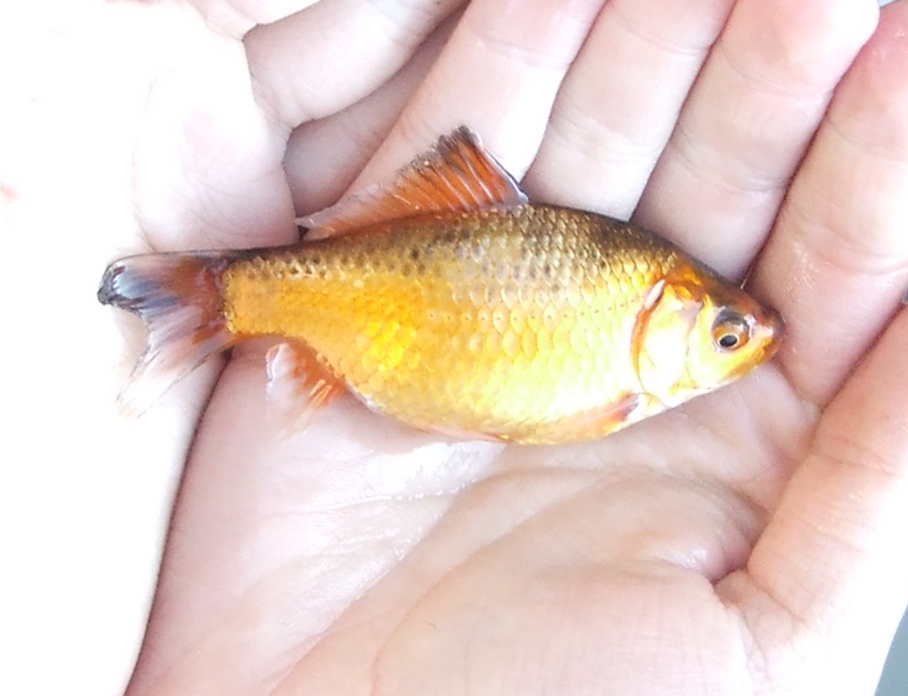
Varietat silvestre de Carpí daurat.

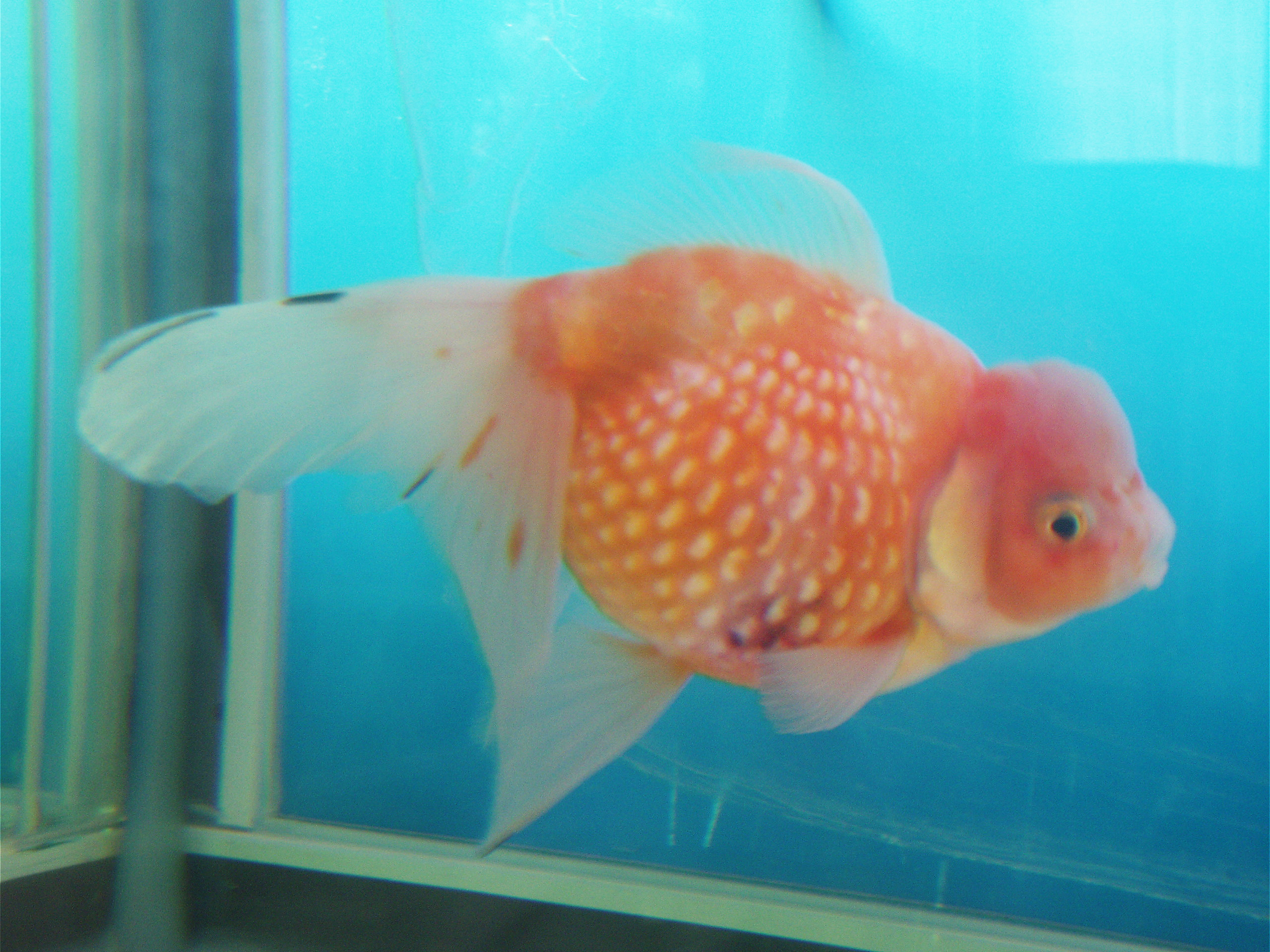
Varietat de selecció de Carassius auratus.

L'origen de l'aquariofília és molt antic, i va lligat al de l'aqüicultura. Els antecedents de cultiu de peixos, fonamentalment carpes, es remunten als sumeris, que ja utilitzaven estanys per a mantenir peixos vius destinats a l'alimentació. Els romans també criaven carpes destinades al consum.
A la Xina, les marjades inundades per al cultiu d'arròs eren utilitzades per a la cria de carpes, com a font complementària de proteïna. D'aquests cultius van aparèixer formes acolorides de carpins daurats i carpes koi que van ser seleccionades per la seva bellesa. Posteriorment van ser portades al Japó, on es van desenvolupar noves varietats.
Durant la Dinastia Song, dinastia governant a la Xina entre el període de 960 a 1279, va ser quan es va popularitzar més el manteniment de peixos daurats en recipients de ceràmica.
Sobre l'any 1750 es va introduir a Europa els primers peixos de colors, però fins al segle XX no es va començar a intentar la cria d'espècies tropicals, a causa de la dificultat per obtenir exemplars vius (havia de fer llargs viatges), i la dificultat del seu manteniment (a part de les condicions ambientals i de l'alimentació, no existien sistemes de calefacció adequats).
En els anys 1930, l'aquari es va començar a convertir en un objecte de decoració en algunes llars i llocs públics.

### Els carpins daurats i les carpes koi
En els inicis de l'aquariofília, dues espècies destaquen per sobre de totes: el  carpí vermell daurat i la  carpa koi.

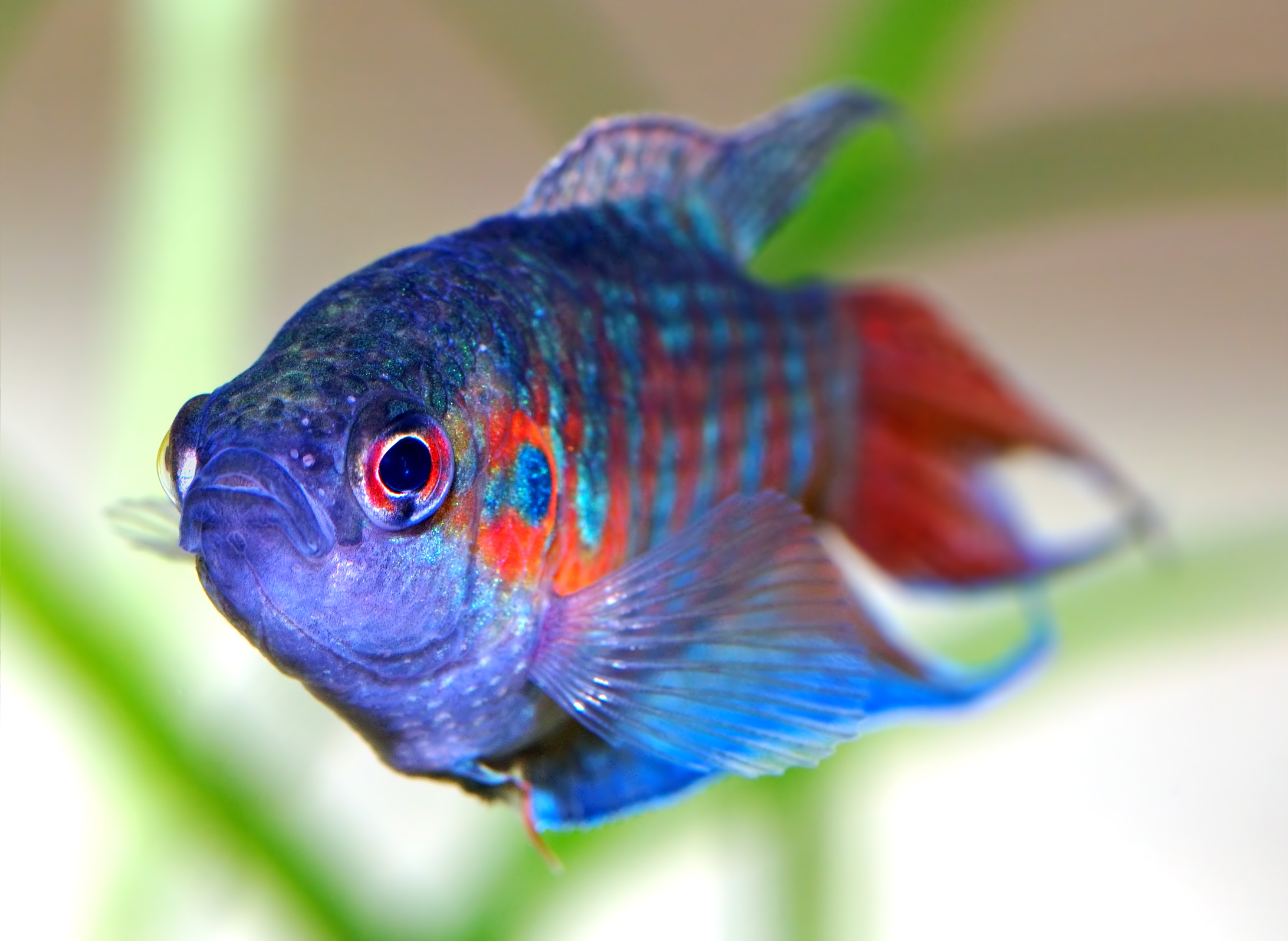
Un Macropodus opercularis cara a cara.

Els primers peixos que es van mantenir amb èxit en petits atuells ceràmics van ser varietats daurades de Carassius auratus, un  ciprínid de mida mitjana de gran resistència i colorit, capaç de resistir les difícils condicions de manteniment de l'època. Encara que també s'utilitzava en estanys ornamentals, aquest es va convertir en el regne de les  carpes koi, un ciprínid similar però molt més gran, més adequat per als grans estanys.
Segles de cria selectiva van portar al desenvolupament de varietats molt diferents a les salvatges, en morfologia i en colorit. Les carpes koi van canviar el seu colorit (i en menor mesura la forma), en ser peixos d'estany visibles principalment per la seva part dorsal. Des d'aleshores, s'han desenvolupat nombroses varietats, algunes enormement cotitzades i de gran bellesa.

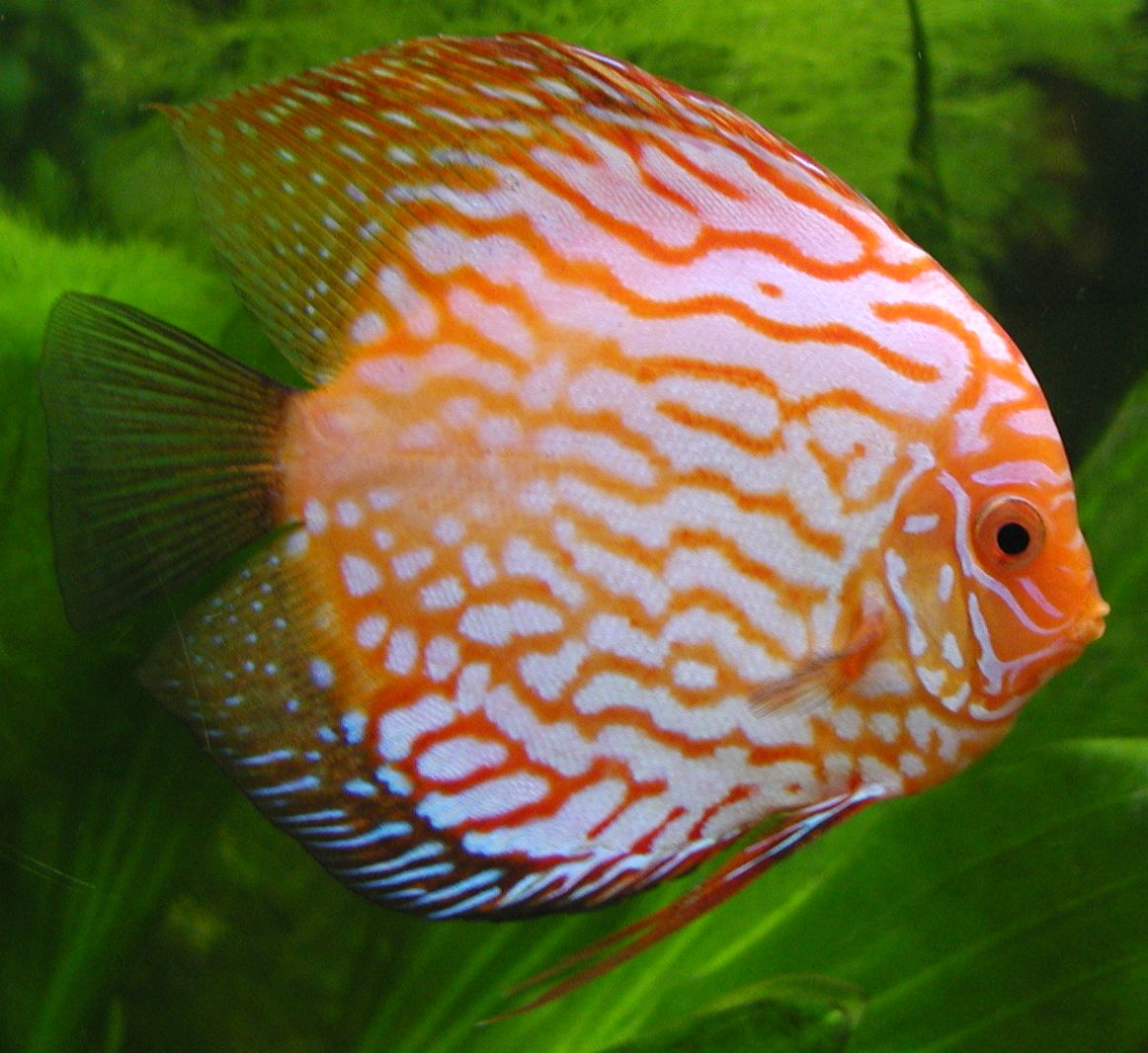
Peix Disc varietat Pigeon Blood

Del carpín daurat inicialment es van desenvolupar varietats d'aletes més llargues i major colorit, i amb el temps variants morfològiques molt diferents a la forma salvatge, amb aletes duplicades i estranyes formes corporals, en alguns casos belles, en altres de discutible moralitat, com el cas de les varietats d'ulls de bombolla.

### Els peixos tropicals
Els peixos daurats van ser els primers peixos a ser mantinguts pels aquariòfils, però al planeta existien altres centenars d'espècies de peixos d'atractius colors i interessants comportaments adequats per a ser mantinguts en aquaris domèstics, però que requerien unes condicions molt més exigents. A més, la gran majoria d'ells, en ser tropicals, requerien temperatures estables i superiors a la majoria de països on es practicava l'afició. A més, la gran majoria d'espècies eren altament delicades, en ser capturades en el seu medi natural.
Les primeres espècies que es van aconseguir reproduir amb èxit van ser els  Peixos Paradís i els  Lluitadors de Siam, peixos resistents capaços d'aguantar temperatures mitjanament baixes, i amb un òrgan respiratori auxiliar (el laberint), que els permet respirar aire atmosfèric, una cosa fonamental davant els inexistents sistemes d'aireig del moment.
Amb el desenvolupament de termoescalfadors, bombes d'aire i filtres, es va anar ampliant el nombre d'espècies mantingudes amb èxit. Amb aquest desenvolupament del cultiu de peixos ornamentals, es van anar obtenint exemplars molt més resistents, fins i tot en espècies que eren considerades difícils, com el  Peix Disc.

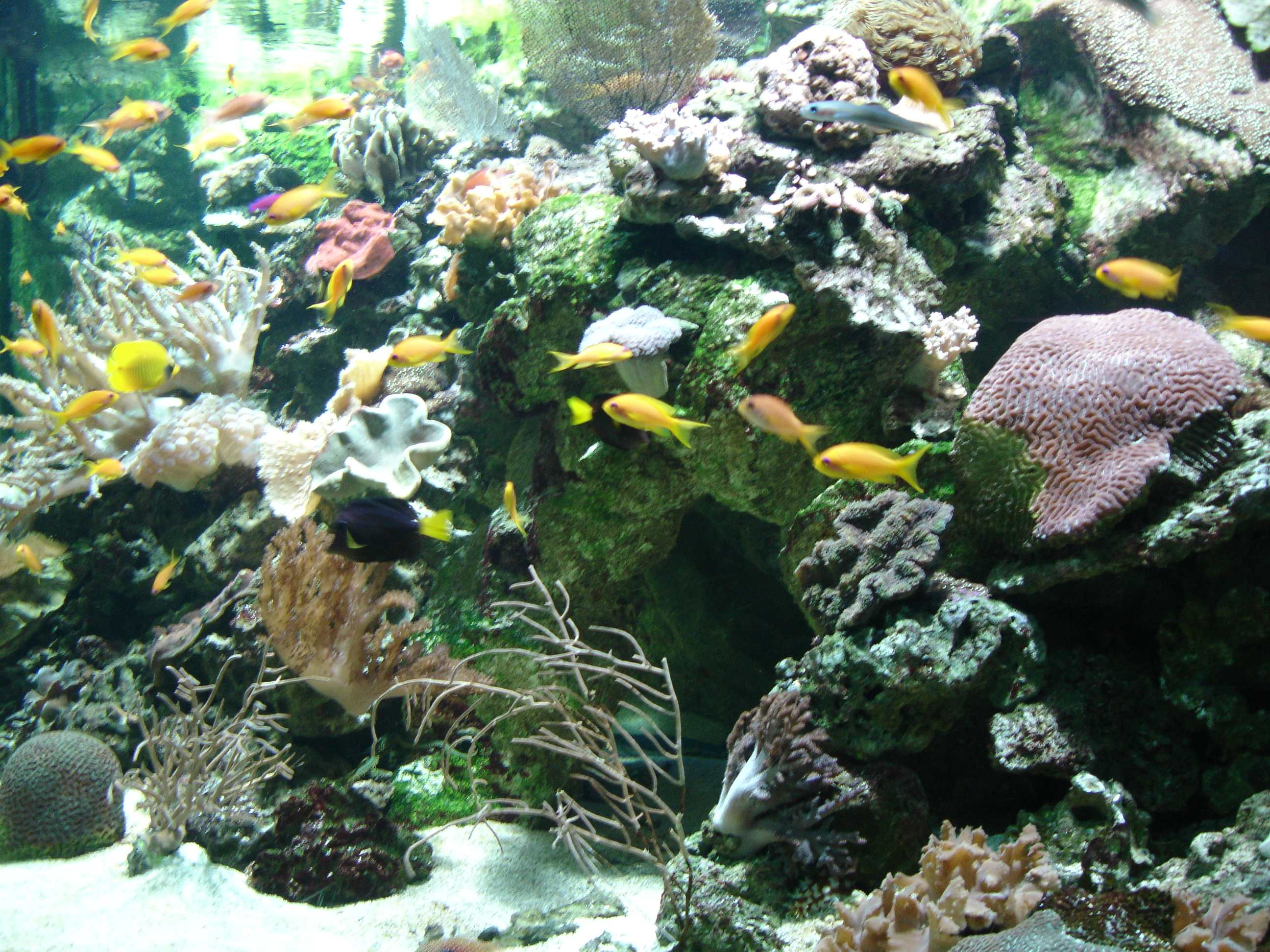
Aquàrium tropical al Palau de la Porte Dorée, a París.

### L'aquariofília Marina
Els primers aquaris marins tropicals eren només de peixos, amb  peixos pallasso,  damisel·les i  pomacàntids. Aquests presentaven encara més dificultats que els peixos tropicals d'aigua dolça.
Els peixos marins són més sensibles a les variacions: en general, el mar és un mitjà molt més estable que qualsevol riu o llac. A més, existeix l'agreujant de l'aigua de mar, que cal anar al mar a per ella, o preparar-la a base d'aigua dolça i sals marines (molt diferent a la sal comuna).
L'avanç en el coneixement i el desenvolupament de la cria de peixos, la tecnologia i les sals marines va fer que es popularitzessin els aquaris marins a la fi dels anys 1980. En l'actualitat és possible muntar un aquari d'escull domèstic, cosa impensable abans dels anys 1980. La tendència actual en aquaris d'escull és la de limitar el nombre de peixos i incrementar el volum de roca viva (substrat rocós porós colonitzat per infinitat de petits microorganismes) i d'altres invertebrats, com ara cnidaris (coralls, anemones ...) i mol·luscs (cargols, bivalves ...). Alguns complements tecnològics importants en un aquari marí, sobretot si en ell es tracta de representar un ecosistema d'escull, són la il·luminació d'alta intensitat i espectre continu (aconseguida generalment amb làmpades de descàrrega d'halogenurs metàl·lics) i la espumació cíclica de l'aigua, mitjançant un dispositiu anomenat skimmer o espumador que elimina residus orgànics mitjançant separació fraccionada de l'escuma produïda en una columna, per la qual passa contínuament l'aigua de l'aquari.

## L'aquariofília moderna
El principi bàsic de l'aquariofília moderna és la recreació d'un ecosistema aquàtic artificial en el qual puguin desenvolupar un comportament natural tot tipus d'espècies aquàtiques, i estabilitzat a través de sistemes tècnics auxiliars. Ja no és una afició centrada en el manteniment exclusiu de peixos, sinó una afició basada en una ciència, l'aquariologia. Existeixen molts aquaris sense peixos i creats específicament per a plantes aquàtiques, invertebrats, amfibis i rèptils aquàtics.
Als Estats Units l'aquariofília ocupa el tercer lloc en l'ordre dels passatemps més practicats (el primer és la fotografia i el segon la filatèlia). Al Japó hi ha prop d'1,2 milions de aquaristes (els japonesos creuen que els aquaris "porten sort"). Al Brasil hi ha més de 500.000 aquaris.

### Manteniment d'aquaris
L'ecologia de l'aquari ideal reprodueix l'equilibri que es troba a la natura en el sistema tancat d'un aquari. A la pràctica, és pràcticament impossible mantenir un equilibri perfecte. Com a exemple, una relació equilibrada de depredadors-preses és gairebé impossible de mantenir en fins i tot l'aquari més gran. En general, un cuidador d'aquari ha de mantenir activament l'equilibri en els petits ecosistemes que proporcionen els aquaris.
L'equilibri es veu facilitat per grans volums d'aigua que dilueixen els efectes d'un xoc sistèmic. Per exemple, la mort de l'únic peix en un dipòsit de 10 litres provoca canvis dramàtics en el sistema, mentre que la mort d'aquest mateix peix en un tanc de 400 litres que conté molts peixos només pot crear un desequilibri menor. Per aquest motiu, els aficionats sovint afavoreixen els tancs més grans sempre que sigui possible, ja que requereixen una atenció menys intensiva. Aquest mateix concepte s'estén també al sistema de filtració, en particular, els sistemes externs (fora del tanc). En termes generals, com més gran sigui el sistema de filtració en funció de la seva configuració, més capaç serà de mantenir un adequat entorn aquàtic. Els sistemes de filtració externs proporcionen el benefici addicional d'augmentar el volum global d'aigua i el seu efecte de dilució. Per exemple, un aquari de 190 litres amb un filtre extern que conté 40 litres crea un sistema aquàtic de 230 litres i un augment superior al 20%.
Una varietat de cicles de nutrients és important a l'aquari. L'oxigen dissolt entra a la superfície de l'aigua a través de l'agitació o el que s'observaria com a onatge en un medi natural, i el diòxid de carboni s'escapa cap a l'aire. El cicle de fosfat és un cicle de nutrients important, encara que sovint ignorat. El sofre, el ferro i els micronutrients entren al sistema com a aliment i surten com a residus. El maneig adequat del cicle del nitrogen, juntament amb un subministrament alimentari equilibrat i la consideració de la càrrega biològica, sol ser suficient per mantenir aquests cicles de nutrients en un equilibri adequat.

### Condicions de l'aigua
El contingut de solut d'aigua potser és l'aspecte més important de les condicions de l'aigua, ja que els sòlids dissolts totals i altres components poden impactar dramàticament la química bàsica de l'aigua i, per tant, com els organismes interactuen amb el seu entorn. El contingut de sal o salinitat és la classificació més bàsica de les condicions de l'aigua. Un aquari pot tenir aigua dolça (salinitat inferior a 0,5 PPT), simulant un llac o un entorn fluvial; aigua salobre (un nivell de sal de 0,5 a 30 ppt), simulant ambients entre frescos i salins, com ara estuaris; i aigua salada o aigua de mar (un nivell de sal de 30 a 40 ppt), simulant un entorn oceànic o marí. Les concentracions salines més altes es mantenen en dipòsits especialitzats per a l'obtenció d'organismes de salmorra.
Diverses altres característiques de l'aigua resulten de materials dissolts a l'aigua i són importants per a la simulació adequada d'ambients naturals. L'aigua salada és típicament alcalina, mentre que el pH de l'aigua dolça varia. La "duresa" mesura el contingut mineral en general dissolt; es pot preferir aigua dura o tova. L'aigua dura sol ser alcalina, mentre que l'aigua suau sol ser neutra a l'àcid. El contingut orgànic dissolt i el contingut de gasos dissolts també són factors importants.
Els aqüífers domèstics solen utilitzar aigua de l'aixeta modificada subministrada a través de la seva xarxa local de subministrament d'aigua. A causa del clor utilitzat per desinfectar els subministraments d'aigua potable per al consum humà, l'aigua de l'aixeta no es pot utilitzar immediatament. En el passat, era possible "condicionar" l'aigua simplement deixant que l'aigua reposés durant un dia o dos, cosa que permetia dissipar el clor. No obstant això, la cloramina es va fer popular en el tractament de l'aigua perquè es manté més temps a l'aigua. Hi ha additius disponibles per eliminar clor o cloramina i és suficient per preparar l'aigua. L'aquari salobre o d'aigua salada requereix l'addició d'una barreja de sals i altres minerals.
Aquaristes més sofisticats poden modificar l'alcalinitat de l'aigua, la duresa o el contingut dissolt d'orgànics i gasos. Això es pot aconseguir mitjançant additius com el bicarbonat de sodi per augmentar el pH. Alguns aquaristes filtren o purifiquen l'aigua utilitzant un dels dos processos: desionització o osmosi inversa. Per contra, l'aquari públic amb grans necessitats d'aigua sovint es localitzen prop d'una font d'aigua natural (com ara un riu, llac o oceà) per tenir un accés fàcil a l'aigua que requereix només un tractament mínim.
La temperatura de l'aigua és la base d'una de les dues classificacions més bàsiques de l'aquari: l'aigua tropical enfront de l'aigua freda. La majoria de les espècies de peixos i plantes només tenen un rang limitat de temperatures de l'aigua: l'aquari de l'aigua tropical o càlida manté una temperatura mitjana d'uns 25 ° C són molt més comuns, i els peixos tropicals es troben entre els habitants més coneguts de l'aquari. L'aquari en aigua freda manté temperatures per sota de la temperatura ambient. Més important que el rang és la consistència de la temperatura; la majoria dels organismes no estan acostumats a canvis bruscos de temperatures, que poden provocar xocs i provocar malalties. La temperatura de l'aigua es pot regular amb un termòmetre combinat i una unitat de calefacció o refrigeració.
El moviment de l'aigua també pot ser important per simular amb precisió un ecosistema natural. El peix pot preferir qualsevol cosa des de gairebé aigua freda fins als corrents simulats i simulats. El moviment de l'aigua es pot controlar a través de l'aireació de bombes d'aire, bombes d'encès i disseny acurat del flux d'aigua (com ara la ubicació dels punts d'entrada i sortida del sistema de filtració).

Cicle del nitrogen en un ecosistema petit i simple com ara els aquaris

### Cicle del nitrogen
Els peixos són animals i generen residus a mesura que metabolitzen els aliments, que els aquàtics han de manejar. Els peixos, els invertebrats, els fongs i alguns bacteris excreten nitrogen en forma d'amoníac (que es converteix en amoníac en aigua àcida) i que després ha de passar pel cicle del nitrogen. L'amoníac també es produeix a través de la descomposició de matèria vegetal i animal, inclosa la matèria fecal i altres detritus. Els productes de residus de nitrogen es tornen tòxics per als peixos i altres habitants de l'aquari per sobre d'una determinada concentració.
Nutrients com les formes solubles en aigua de nitrogen i fòsfor influeixen en el fenomen de l'eutrofització, possible en qualsevol tipus d'ecosistema aquàtic i que cal prevenir en els aquaris també.

#### Detalls del cicle del nitrogen
Un tanc ben equilibrat conté organismes que metabolitzen els residus d'altres habitants. Els residus de nitrogen es metabolitzen en els aquaris per un tipus de bacteris coneguts com a nitrificants (gènere Nitrosomonas). Els bacteris nitrificants metabolitzen l'amoníac en nitrit. El nitrit és també molt tòxic per als peixos en concentracions baixes. Un altre tipus de bacteris, el gènere Nitrospira, converteix el nitrit en nitrat menys tòxic. Aquest procés es coneix en el hobby de l'aquari com el cicle del nitrogen.
En un aquari plantat, les plantes aquàtiques també metabolitzen l'amoni i el nitrat com a nutrients, eliminant-los de la columna d'aigua principalment a través de les superfícies de la fulla. Les plantes absorbeixen alguns nutrients a través de les seves arrels, tant a nivell de substrat com a través d'arrels aèries que floten a l'aigua. També les plantes tenen a disposició nitrogen i altres nutrients addicionals per l'absorció radicular, en descompondre-se'n la matèria orgànica en el substrat així com la descomposició dels llots o tarquim. Si bé es pot permetre que es descomponen quantitats molt petites de fulla podrida i es torni a cedir el nitrogen a un aquari plantat, en la pràctica els aquaristes esporguen i eliminen quantitats substancials d'òrgans afeblits, malalts o morts.

### Altres factors
Altres variables afecten la capacitat del dipòsit. Els peixos més petits consumeixen més oxigen per unitat de pes corporal que els peixos més grans. Els peixos del laberint poden respirar l'oxigen atmosfèric i necessiten menys superfície (no obstant això, alguns són territorials i no toleren l'amuntegament). Els barbs requereixen més superfície que els tetres de mida comparable. La presència de residus també es presenta com una variable. La descomposició consumeix oxigen, reduint la quantitat disponible per als peixos. L'oxigen es dissol menys fàcilment en aigua més càlida, mentre que la temperatura de l'aigua més càlida augmenta els nivells d'activitat dels peixos, que al seu torn consumeixen més oxigen.

## Espècies invasores

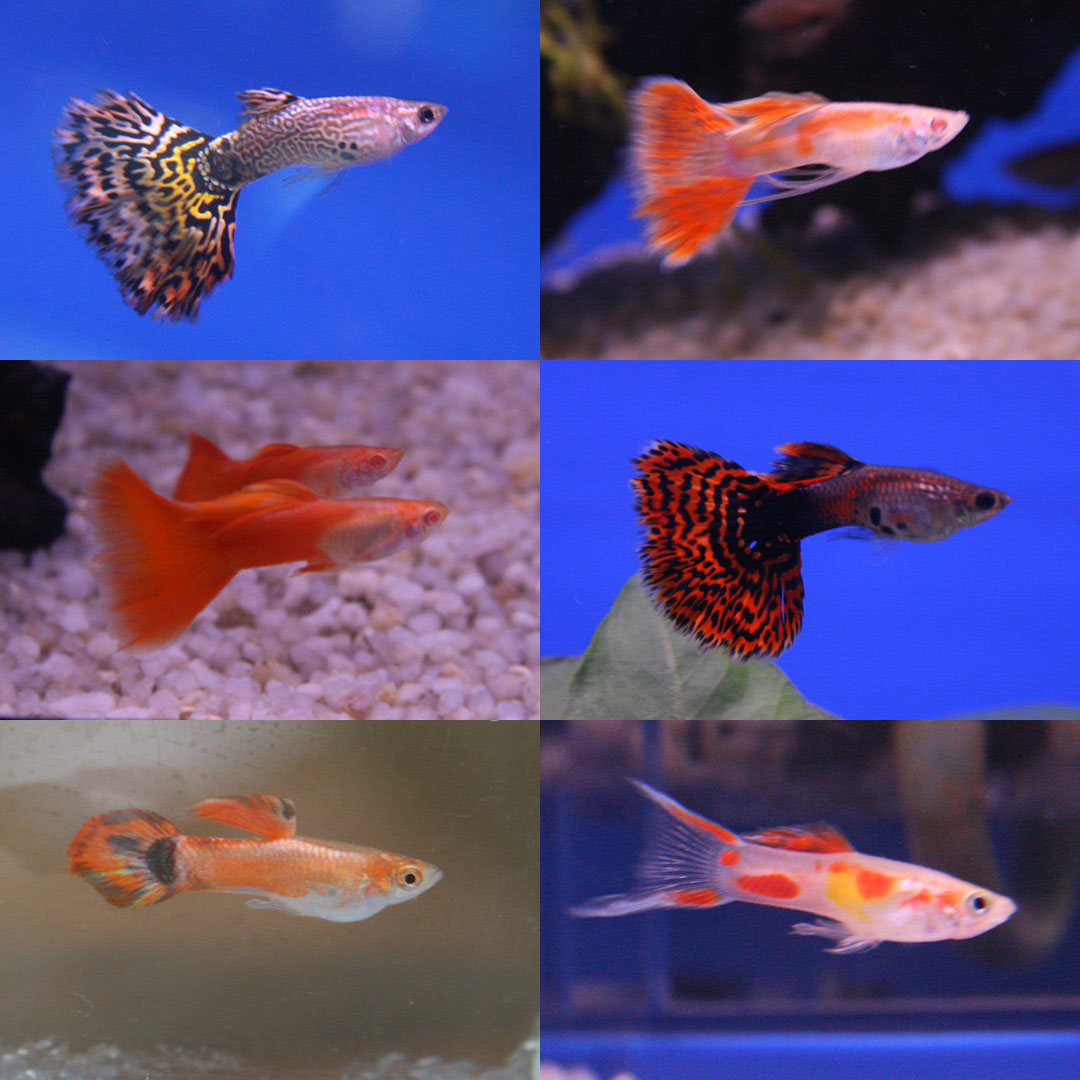
Els guppis, són una de les espècies més populars. Originari del nord de Sud-amèrica, és no obstant, l'espècie més abundant del Parc Estatal de Itacolomi, en Minas Gerais, pel fet que els aquaristes els han llançat allà.

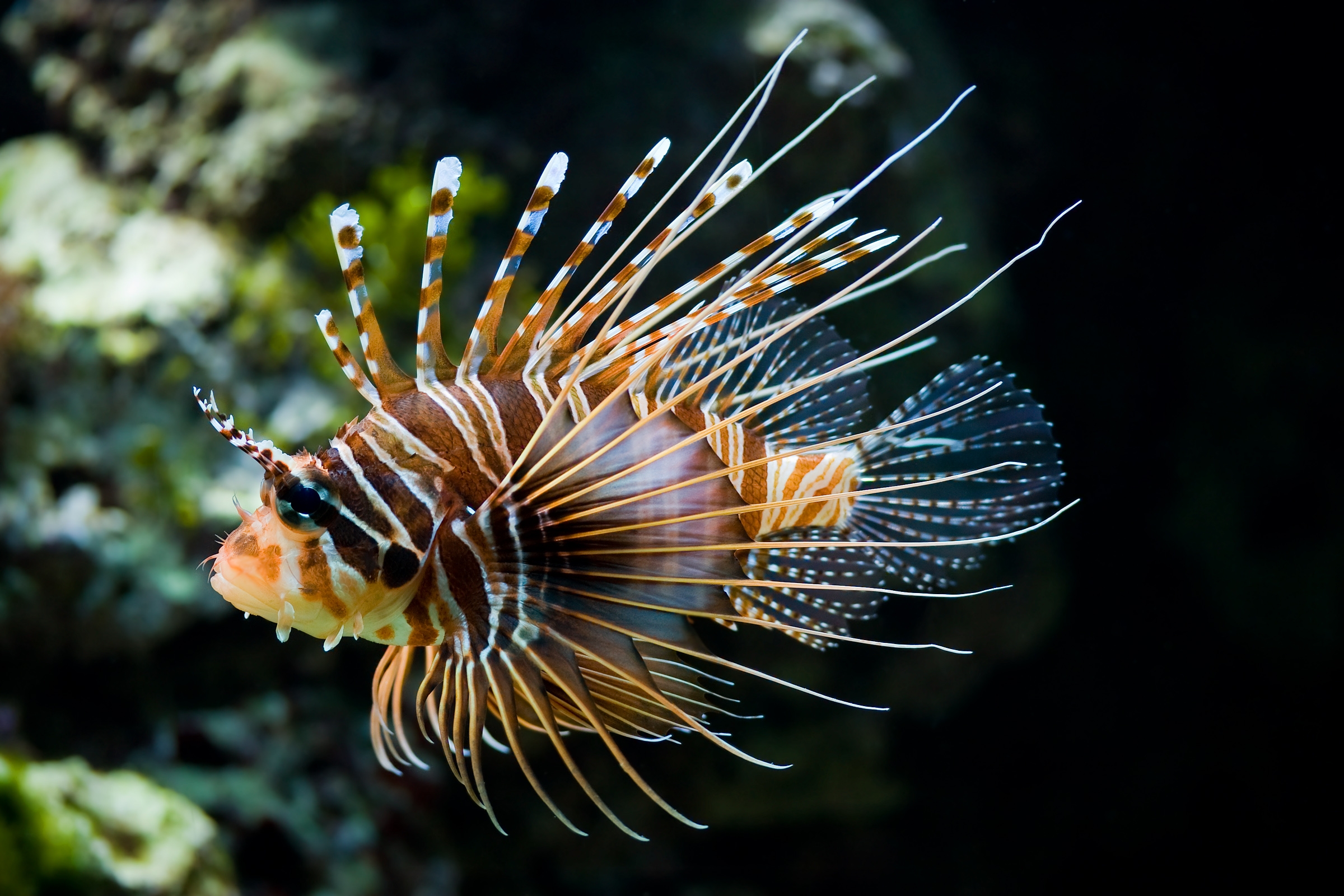
Peix Lleó.

La cria d'espècies ornamentals és una font de disseminació de peixos no natius (exòtics) en bases d'aigua. Això passa perquè els peixos que originalment es van mantenir en estanys solen ser alliberats en mitjans silvestres, causant així una de les principals causes de pèrdua de biodiversitat del planeta.
Els peixos d'aquari no haurien de ser alliberats en un medi natural que no sigui el que els correspon. Les espècies invasores poden afectar seriosament a les espècies autòctones de les seves noves llars al competir amb aquestes. Si un aquarista desitja desfer-se del seu peix, ha de donar-lo, vendre'l o sacrificar-lo amb anestèsics o per congelació. Alguns exemples destacats d'invasions per part de peixos exòtics són:
- El  cíclid convicte, originari d'Amèrica Central, competint per l'aliment amb espècies natives d'Austràlia.
- A Dinamarca, el peix asiàtic carassius disseminar paràsits en les espècies natives.
- El  guppy, del nord de Sud-amèrica, es va convertir en l'espècie més abundant del Parc Estatal de Itacolomi, en Minas Gerais, Brasil.
- A Florida, Estats Units el  peix gat sud-americà va crear buits en les barrancs dels llacs, erosionant-les a gran velocitat.
- El verinós  peix lleó, encara que originari d'Àsia, es troba ja en l'Oceà Atlàntic, sobretot en el Mar Carib. És una seriosa amenaça per a la fauna local de peixos i invertebrats dels quals s'alimenta i un risc per a l'equilibri dels ecosistemes marins de la regió a causa que no té enemics naturals en aquestes aigües i a més, pot reproduir-se a un ritme vertiginós.

Algunes de les característiques que fan que una espècie exòtica sigui una potencial espècie invasora, són:
- Curta vida (2 a 3 anys).
- Ràpid creixement.
- Ràpida maduresa sexual.
- Alta fecunditat.
- Capacitat de colonitzar diversos tipus de hàbitats.
- Presentar àmplies toleràncies fisiològiques.
- Comportament gregari.
- Associació amb activitats humanes (font alimentària, a través de la navegació, per ser una espècie ornamentals, etc.)
- Variabilitat genètica àmplia.
- Alimentació sobre organismes a l'aigua, com ara el plàncton.